# 岩波敦子
岩波 敦子（いわなみ あつこ、1962年 - ）は、日本の西洋史学者、慶應義塾大学理工学部教授。前慶應義塾常任理事。
専門分野は、中世ヨーロッパ史をフィールドにしつつ、史料に表出する概念の比較分析を通じて心性と言葉の諸関係を探っている。現在は特に心（精神を表すmensと魂をあらわすanima)にかかわる言説を幅広く史料に求め、その背後にある心表象の形成と心性の変化を中心に研究を進めている。

## 略歴
慶應義塾女子高等学校を経て、1985年慶應義塾大学文学部史学科西洋史学専攻卒業。1990年同大学院文学研究科博士課程単位取得退学。2002年ベルリン自由大学博士課程歴史学修了、Dr.phil.(博士) 。1996年慶大理工学部専任講師、2003年助教授、2007年准教授、2008年教授。2013年より慶應義塾常任理事に就任。2021年、2期目の任期満了に伴い退任。

## 著書
- 『誓いの精神史 中世ヨーロッパの〈ことば〉と〈こころ〉』（講談社選書メチエ） 2007

### 共編
- 『精神史における言語の創造力と多様性』（納富信留共編、慶應義塾大学言語文化研究所） 2008

## 翻訳
- 『時間の歴史 近代の時間秩序の誕生』（ゲルハルト・ドールンーファン・ロッスム、藤田幸一郎, 篠原敏昭共訳、大月書店） 1999